# رودني بليك (لاعب اتحاد الرغبي)
رودني بليك (بالإنجليزية: Rodney Blake)‏ هو لاعب اتحاد الرغبي أسترالي، ولد في 29 أبريل 1983 في تونغا.

## وصلات خارجية
- رودني بليك عل موقع إسبنسكروم (الإنجليزية)
- رودني بليك على موقع ItsRugby.co.uk (الإنجليزية)